# Хайнеман, Ребекка
Ребекка Энн Хайнеман (при рождении Уильям Сальвадор Хейнеман) — американская программистка и дизайнер видеоигр. Ветеран индустрии видеоигр, Хайнеман была одним из основателей компаний по производству видеоигр Interplay Productions, Logicware, Contraband Entertainment и Olde Sküül. Первый чемпион мира по киберспорту. Является трансгендерной женщиной, в начале 2000-х совершила трансгендерный переход. В 2017 году стала членом Международного зала славы видеоигр.

## Юность
Под именем Уильям Сальвадор Хейнеман родилась и выросла в Уиттиере (Калифорния). В 1980 году Хейнеман приняла участие в чемпионате мира по «Space Invaders» и стала его первым победителем.

## Карьера
После победы на чемпионате Хайнеман регулярно писала для ежемесячного журнала «Electronic Games» и выступил консультантом для книги «Как освоить видеоигры». Карьеру разработчика программного обеспечения Хайнеман начала в Avalon Hill, где создала несколько игр для приставки Atari 2600.
В 1983 вместе с Брайаном Фарго, Джеем Пателем и Троем Уорреллом, Хайнеман основала Interplay Productions (позже известную как Interplay Entertainment). В Interplay Хейнеман выступала в качестве ведущего программиста компании, работая над такими играми как Wasteland, The Bard’s Tale, Out of This World, а также портами Mac OS и 3DO из Wolfenstein 3D. В The Bard's Tale III: Thief of Fate (1987) Хайнеман впервые создал игрового персонажа-женщину. Когда к 1995 году компания Interplay выросла до более чем 500 сотрудников, Хейнеман, желая вернуться к своим корням в небольшой команде, покинула компанию в 1995 году и стала соучредителем Logicware. Хайнеман курировала деятельность компании по портированию игр, в том числе «Jazz Jackrabbit 2».
В 1999 году Хайнеман основала Contraband Entertainment. Компания разработала несколько оригинальных игр, а также портировала их на различные платформы для других разработчиков. С 2011 года Хайнеман входит в консультативный совет музея истории видеоигр.

## Личная жизнь
Примерно в 2003 году Хайнеман получила диагноз гендерная дисфория, начал трансгендерный переход и сменила имя на Ребекка Энн. Ребекка Хайнеман — лесбиянка, у неё пятеро детей. Супруга Хайнеман — разработчица игр Дженнелл Джейквайс. Хайнеман входит в совет директоров ЛГБТК+ организации ГЛААД.

## Игры
- The Bard’s Tale (1985)
- Borrowed Time (1985)
- Tass Times in Tonetown (1986)
- The Bard's Tale III: Thief of Fate (1988)
- Neuromancer (1988)
- Crystal Quest (1989, Apple IIgs port)
- Dragon Wars (1989)
- Track Meet (1991)
- RPM Racing (1991)
- Another World (1992, SNES port)
- Rescue Rover (1993, Apple IIgs port)
- Interplay’s 10 Year Anthology: Classic Collection (1993)
- Ultima I: The First Age of Darkness (1994, Apple IIgs port)
- Wolfenstein 3D (1995, Mac/3DO ports)
- Kingdom: The Far Reaches (1995)
- Killing Time (1996)
- Doom (1996, 3DO port)
- Defiance (1997)
- Tempest 2000 (1998, Mac port)
- Remington Top Shot: Interactive Target Shooting (1998)
- Redneck Rampage (1999, Mac port)
- Jazz Jackrabbit 2 (1999, Mac port)
- Galactic Patrol (1999, Mac port)
- Bugdom (1999)
- Myth III: The Wolf Age (2001)
- Baldur's Gate II: Shadows of Amn (2001, Mac port)
- Nanosaur Extreme (2002)
- Icewind Dale (2002, Mac port)
- Hexen II (2002, Mac port)
- Activision Anthology (2002)
- Medal of Honor: Rising Sun (2003)
- Pitfall: The Lost Expedition (2004)
- Medal of Honor: Pacific Assault (2004)
- GoldenEye: Rogue Agent (2004)
- Medal of Honor: European Assault (2005)
- Command & Conquer 3: Tiberium Wars (2007)
- Alvin and the Chipmunks (2007)
- Chip's Challenge (2015, Windows re-release)